# Joaquín II de Bulgaria
Joaquín II (en búlgaro: Йоаким II; fallecido en 1272) fue el patriarca de Bulgaria de 1263-1272, sucediendo a Basilio II. Es mencionado en el sinódico de la Iglesia ortodoxa búlgara y en una inscripción del monasterio de la roca en el pueblo de Trinidad, provincia de Shumen, donde en 1265 construyó la «iglesia de San Nicolás y San Andrés». Fue uno de los regentes del joven zar Kalimán Asen I. Murió en 1272 y fue sucedido por el patriarca Ignacio.